# Tea Helenelund
Tea Regina Emilia Helenelund-Suominen, född 18 februari 1917 i Solf, död 17 december 2010 i Vasa, var en finländsk skulptör.
Helenelund avlade filosofie magisterexamen 1954. Hon studerade 1944–1947 vid Finlands konstakademis skola, var 1952–1957 amanuens vid Österbottens museum och 1957–1974 läroverkslärare. Hon debuterade på en utställning i Helsingfors 1952. Bland hennes arbeten märks ett flertal minnesmärken över svenskösterbottniska författare och andra kulturpersonligheter. Bland andra över Joel Rundt och Josef Herler i Nykarleby. Därtill framträdde hon som en flitig medaljkonstnär.